# Atasco (serie de televisión)
Atasco es una miniserie antológica de televisión por internet española de comedia creada, escrita y dirigida por Rodrigo Sopeña para Prime Video. Está producida por Onza Entertainment y Publicis Rebellion y protagonizada por un amplio reparto de más de 25 actores entre los que se incluyen Edu Soto, María León, Antonio Resines, Ana Wagener, Arturo Valls, Luisa Gavasa, Silma López, Carmen Ruiz, Toni Acosta, Roberto Álamo, Jorge Sanz, Anabel Alonso, Pedro Casablanc, Iván Massagué, José Mota, Elena Ballesteros, Gonzalo de Castro, Álex García, Fele Martínez, Henar Álvarez, Manuel Manquiña, Santi Rodríguez... Se estrenó en Prime Video el 24 de mayo de 2024 en España y Andorra.

## Trama
La trama de Atasco se desarrolla a raíz del caos generado por un inmenso atasco que altera los planes de miles de ciudadanos en las afueras de Madrid. A partir de esta situación aparentemente cotidiana, la serie explora tramas inesperadas y emocionantes, ofreciendo una visión fresca y divertida de la vida en la ciudad.

## Reparto

### Temporada 1 (2024)
- Toni Acosta como Taxista (Episodio 1; Episodio 3 - Episodio 4; Episodio 6)
- Roberto Álamo como Taxista (Episodio 1 - Episodio 3; Episodio 6)
- Anabel Alonso como Matilde (Episodio 1; Episodio 3 - Episodio 4; Episodio 6)
- Henar Álvarez como Curranta (Episodio 1; Episodio 3; Episodio 6)
- Noa Álvarez como Daniela (Episodio 1 - Episodio 2; Episodio 6)
- Elena Ballesteros como Paciente (Episodio 4 - Episodio 6)
- Omar Banana como Novio (Episodio 3; Episodio 6)
- Olivia Berriet como Luna (Episodio 1 - Episodio 2; Episodio 6)
- Carla Campra como Cristina Riera, fotógrafa (Episodio 1)
- Pedro Casablanc como Director de cine (Episodio 4 - Episodio 6)
- Gonzalo de Castro como Guillermo (Episodio 2; Episodio 6)
- Paco Collado como Transportista (Episodio 2)
- Santi Cuquejo como Ayudante del Pintor (Episodio 6)
- Alícia Falcó como Novia (Episodio 3 - Episodio 4; Episodio 6)
- Álex García como Jero (Episodio 1 - Episodio 2; Episodio 4; Episodio 6)
- Luisa Gavasa como Madre Superiora (Episodio 2; Episodio 4 - Episodio 6)
- Goyo Jiménez como Gonzalo (Episodio 3)
- María León como Sonia
- Silma López como Madre del bebé (Episodio 4; Episodio 6)
- Manuel Manquiña como Pintor (Episodio 6)
- Fele Martínez como Atracador (Episodio 1 - Episodio 2; Episodio 4; Episodio 6)
- Iván Massagué como Conductor de ambulancia (Episodio 3 - Episodio 4; Episodio 6)
- Nuria Mencía como Giraldez, uardia civil (Episodio 2; Episodio 4 - Episodio 6)
- Magüi Mira como Monja (Episodio 2; Episodio 4 - Episodio 6)
- José Mota como Comercial (Episodio 1; Episodio 3; Episodio 6)
- Juan Muñoz como Empresario (Episodio 4; Episodio 5)
- Lucas Nabor como Atracador (Episodio 1 - Episodio 2; Episodio 4; Episodio 6)
- Iria Parada como Rider (Episodio 4; Episodio 6)
- Alexandra Pino como Chica de rojo (Episodio 5)
- Antonio Resines como Marcial (Episodio 1; Episodio 3; Episodio 5 - Episodio 6)
- Francisco Reyes como Guardia civil (Episodio 2; Episodio 4 - Episodio 6)
- Canco Rodríguez como Basurero (Episodio 1; Episodio 3; Episodio 5 - Episodio 6)
- Santi Rodríguez como Fermín (Episodio 1; Episodio 5 - Episodio 6)
- Carmen Ruiz como Curiosa (Episodio 2 - Episodio 6)
- Jorge Sanz como Tarzán (Episodio 3)
- Pepe Sevilla como Conductor de coche fúnebre (Episodio 2; Episodio 6)
- Edu Soto como Fede
- Esther Toledano como Madre (Episodio 1 - Episodio 3; Episodio 6)
- Xosé Touriñán como Jaime (Episodio 1 - Episodio 3; Episodio 6)
- Emma Vallejo como Adolescente (Episodio 3)
- Arturo Valls como Andrés (Episodio 1; Episodio 3 - Episodio 6)
- Ana Wagener como Mánager (Episodio 1; Episodio 6)

Con la colaboración especial de
- Pablo Motos como él mismo (Episodio 2)
- Luis Piedrahita como él mismo (Episodio 2)
- Jorge Marrón como él mismo (Episodio 2)
- El Monaguillo como él mismo (Episodio 2)
- Juan Ibáñez como Trancas (Episodio 2)
- Damián Mollá como Barrancas (Episodio 2)

### Temporada 2 (2025)
- Silvia Abril como Inés
- Carlos Areces como Conductor de BlaBlaCar
- Eduardo Antuña como Empresario
- Joaquín Calderón como Paparazzi
- Terelu Campos como ella misma
- David Castillo como Eloy
- Macarena de Rueda como Marta
- Antonio Dechent como Julián "Juli"
- Xavier Deltell como Marido olvidadizo
- Edurne como Pasajera de BlaBlaCar
- Alicia Fernández como Rider
- Bernabé Fernández como Policía nacional
- Daniel Fez como Bombero novato
- Ismael Fritschi como Javi
- Adam Jezierski como Óscar
- Goyo Jiménez como Entrenador
- Jaime Ordóñez como Bombero
- Javier Losán como Floren
- Juanma Cifuentes como Taxista
- Adrián Lastra como Nacho
- Luisa Martín como Alicia "Ali"
- Iñaki Miramón como Álvaro
- Nuria Mencía como Giraldez, guardia civil
- Víctor Palmero como Chico bromista
- Luis Piedrahita como Padre con autocaravana
- Rebeca Plaza como Amiga de Raquel
- Miguel Ángel Revilla como él mismo
- Francisco Reyes como Guardia civil
- Pepa Rus como Tania
- Carmen Santamaría como Madraza
- Verónica Sánchez como Raquel
- Pepe Sevilla como Conductor de coche fúnebre
- Carlos Sobera como Basilio
- Manuel Tallafé como Policía nacional
- Fernando Tejero como Hermano menor
- Esther Toledano como Madre
- Adriana Torrebejano como Patricia García "Patri", reportera
- Paco Tous como José Antonio
- Andrea Trepat como Sandra
- Santiago Urrialde como Marido en apuros
- Arturo Valls como Andrés
- Belinda Washington como Esposa
- Josema Yuste como Padre Beltrán
- Luis Zahera como Guzmán

## Capítulos

### Temporada 1 (2024)
| N.º | Título                  | Dirigido por   | Escrito por    | Fecha de lanzamiento original |
| --- | ----------------------- | -------------- | -------------- | ----------------------------- |
| 1.1 | «Maletero»              | Rodrigo Sopeña | Rodrigo Sopeña | 24 de mayo de 2024            |
| 1.2 | «Guantera»              | Rodrigo Sopeña | Rodrigo Sopeña | 24 de mayo de 2024            |
| 1.3 | «Luz de freno»          | Rodrigo Sopeña | Rodrigo Sopeña | 24 de mayo de 2024            |
| 1.4 | «Volante»               | Rodrigo Sopeña | Rodrigo Sopeña | 24 de mayo de 2024            |
| 1.5 | «Cinturón de seguridad» | Rodrigo Sopeña | Rodrigo Sopeña | 24 de mayo de 2024            |
| 1.6 | «Cierre centralizado»   | Rodrigo Sopeña | Rodrigo Sopeña | 24 de mayo de 2024            |

### Temporada 2 (2025)
| N.º | Título        | Dirigido por   | Escrito por    | Fecha de lanzamiento original |
| --- | ------------- | -------------- | -------------- | ----------------------------- |
| 2.1 | «Parachoques» | Rodrigo Sopeña | Rodrigo Sopeña | 9 de mayo de 2025             |
| 2.2 | «Taxímetro»   | Rodrigo Sopeña | Rodrigo Sopeña | 9 de mayo de 2025             |
| 2.3 | «Neumáticos»  | Rodrigo Sopeña | Rodrigo Sopeña | 9 de mayo de 2025             |
| 2.4 | «Triángulos»  | Rodrigo Sopeña | Rodrigo Sopeña | 9 de mayo de 2025             |
| 2.5 | «Park assist» | Rodrigo Sopeña | Rodrigo Sopeña | 9 de mayo de 2025             |
| 2.6 | «Antena»      | Rodrigo Sopeña | Rodrigo Sopeña | 9 de mayo de 2025             |

## Producción
El 13 de marzo de 2024, Prime Video anunció por primera vez la serie de comedia Atasco, que fue creada por Rodrigo Sopeña y que ya había concluido su rodaje en febrero de 2024 en Madrid. El reparto de la serie contó con un cartel de más de 25 actores, entre los cuales se incluyen Edu Soto, María León, Antonio Resines, Ana Wagener, Arturo Valls, Luisa Gavasa, Silma López, Carmen Ruiz, Toni Acosta, Roberto Álamo, Jorge Sanz, Anabel Alonso, Pedro Casablanc, Iván Massagué, José Mota, Elena Ballesteros, Gonzalo de Castro, Álex García, Fele Martínez, Henar Álvarez o Manuel Manquiña.

## Lanzamiento y marketing
El 29 de abril de 2024, Prime Video lanzó el tráiler de Atasco y programó su estreno para el 24 de mayo de 2024.
La serie se posicionó como número 1 en Amazon Prime Video España el mismo día de su estreno en España y Andorra, no solo en el apartado "series" sino también en el apartado "global". Se mantuvo en el número 1 durante dos semanas.
La serie registró 1.387.000 espectadores en los ocho días posteriores al estreno, según publicó en X la empresa de investigación y análisis de medios Sigma Dos.
El 2 de febrero de 2025, la revista Variety anunció la renovación de la serie por una segunda temporada, con un elenco formado por Sílvia Abril, Carlos Sobera, Adriana Torrebejano, Carlos Areces, Luis Zahera y la cantante Edurne, entre otros, sin precisar la fecha de estreno.
El 24 de abril de 2025 varios medios anunciaron que el 9 de mayo de 2025 sería la fecha de estreno de la segunda temporada.
El 8 de mayo de 2025, durante una entrevista de David Broncano a Adriana Torrebejano en el programa La revuelta (programa de La 1), el colaborador Grison desveló que había participado como actor en la grabación de una tercera temporada.

## Recepción
La primera semana obtuvo más de una veintena de críticas positivas, dos con valoración intermedia y una negativa.
Entre las positivas, Carmen Fernández Etreros ha descrito esta ficción en OK Diario como "Una serie perfecta para reírse un rato y disfrutar de historias absurdas y divertidas".
Borja Crespo, en El Correo y demás diarios de Vocento, destaca que "el caos da pie a situaciones cómicas y conversaciones delirantes bien llevadas por un reparto excepcional", y describe la serie como "comedia que apuesta por el humor absurdo y el surrealismo en algunos momentos inspirados". Escribió que "hay cierta regularidad y goza de un ritmo televisivo encomiable. Avanzan con fluidez las diferentes tribulaciones. Algunas ideas quedan en anécdota y otras podría dar más de sí, pero el conjunto se devora con agrado, sobre todo por la entrega del reparto y el cuidado empaque, tan sencillo como efectivo".
Jaime Polo, de Nueva Tribuna - Diario Público, se refiere a la serie como "una apuesta ambiciosa y refrescante" y añade que "establece un tono dinámico y ágil, con un ritmo narrativo que mantiene al espectador enganchado."
En la revista Diez Minutos, Ignacio Herruzo Martínez definió la serie como "seis episodios de pura comedia".
En El País, Ángel S. Harguindey se refirió a la serie como "estupenda" y "muy entretenida", y destacó el elenco en el que considera que están todos los actores españoles vivos.
Fercatodic, de Café con Podcast, considera que la serie "funciona con un humor nada estridente. Aunque haya algunos chistes de humor físico, la mayor parte de la serie se basa en conversaciones que aunque todas comienzan con un tono más o menos cómico, pronto vemos que poseen un importante sustrato de seriedad, tratando temas “profundos” que no resultan pesados gracias a ese “maquillaje” de humor".
Eva Villalba, de CineMasComics, la define como "una serie perfecta que tiene de todo" y le otorga una puntuación de 10/10.
En Periodista Digital, Juan Carrasco se refiere a la serie como "flamante", y la define así: "Con un aire a lo “Aquí no hay quien viva/La que se avecina”, pero en road movie, aunque sin moverse del sitio, la propuesta se antoja especialmente atractiva en las interactuaciones de algunas de las piezas del puzle, con mucho oficio, cuya interactuación hace que la historia que nos viene a retratar, normalmente bien absurda y con cabida, claro está, también para lo inesperado, rocambolesco o incluso inquietante, resulte lo amena que nos gustaría que nos resultase una larga espera en el atasco de nuestras vidas".
Nuria Ortiz Guerrero, en Mundo Plus TV, se centró en las interpretaciones, afirmando que "Las actuaciones son sólidas en su mayoría. Los actores principales entregan interpretaciones convincentes y logran transmitir las emociones y conflictos de sus personajes de manera efectiva".
Juan Manuel Mazas, en Mundiario.com, valoró que la serie "convierte un atasco en un lienzo para la creatividad y la diversidad narrativa".
Vicky Carras de Moviementarios escribió que "en su conjunto la serie es muy entretenida y tiene historias que dan para pensar" y que cree que "es una serie que va a gustar a muchos, ya que son historias autoconclusivas y son episodios cortos".
En Aceprensa, Ana Sánchez de la Nieta considera la serie "entretenidísima" y la describe como "una de esas series diseñadas para consumir con agilidad y sin remordimientos". Valora la coralidad de la teleserie y especialmente los guiones: "sorprende el nivel de escritura de algunas historias aparentemente muy simples y que, sin embargo, esconden una cuidada estructura de timing y puntos de giro. Una estructura necesaria para que la serie no se convierta en una sucesión de gracias –o desgracias– protagonizadas por rostros famosos".
Estrella Gómez de IGN España le dio a la serie un 7 de 10, escribiendo que "algunas historias breves te dejan con muy buen sabor de boca, hasta el punto de querer más de ellas y, sobre todo, de los actores que las protagonizan" y describiendo las propias historias como "muy variadas [...] La mayoría de ellas son inesperadas e incluso llegan a entrar en el territorio de lo absurdo", además de añadir que "lo verdaderamente mágico de Atasco es que consigue dar dinamismo, vida, a un escenario que nunca cambia", concluyendo que "no es una serie capaz de marcarte para siempre, pero es una buena opción si tienes una tarde libre y quieres reírte un rato".
En Softonic, Juan Carlos Saloz considera que en esta serie "todos nos vemos reflejados" y que contiene "Un humor fino y divertido para todos los públicos" y considera que "No hay duda de que Amazon Prime Video lleva un tiempo haciendo las cosas bien".
En Cine con Ñ, José A. Cano escribe que "la serie de Rodrigo Sopeña es un experimento cómico y narrativo poco habitual en nuestro país, al menos en televisión, irregular en sus microhistorias, pero con un fondo tierno y de reflexión sobre el trauma compartido de la pandemia que la hacen única".
David Cruz escribe en Área Jugones que la serie es "tremendamente divertida", "una de las series del año" y considera que contiene "un reparto perfecto".
En El Televisero, Juan Arcones describe la serie como "humor absurdo, drama y comedia surrealista con el reparto perfecto" y valora así la ficción: "La idea inicial es muy buena, porque permite explorar diferentes tipos de historias, haciendo a todos los personajes brillar en mayor o menor medida. Pero ese es precisamente su talón de Aquiles, ya que hay tramas que funcionan mejor que otras. Hay humor absurdo, hay drama, hay comedia surrealista… y todo enmarcado en un atasco kilométrico que no avanza. Porque esa es una de las máximas de la serie. Los coches rara vez se mueven durante los episodios. No como los personajes, que no dejan de abandonar sus coches continuamente, haciendo un contraste que consigue que el ritmo no decaiga. Al menos, no mucho"..
En AVPasión, Susana Amores define la serie como "corta pero brillante", " una serie que bebe directamente de la tradición cómica española para crear una ficción tan atractiva como interesante, [...] una serie breve y divertida [...] perfecta para pasar un buen rato viéndosela del tirón".
En Contraste, Júlia Nafría describe la serie como "una serie distinta: sin protagonistas ni antagonistas. Una propuesta en la que no pasa nada pero, a la vez, ocurre de todo. Y esto es lo mejor del título, que sencillamente busca sacar punta a los tópicos españoles en un momento de crisis. Episodio tras episodio, nuevos pasajeros y sus problemas se suman y enriquecen los de los capítulos anteriores. Una pena que, aunque la mayoría de los gags nos harán sonreír, no todos los actores consiguen que nos creamos su desventura. En resumen: divertida y distendida. Una miniserie para pasar el rato, reír y, por supuesto, disfrutar con las ocurrencias de los desganados conductores madrileños".  En Sensacine, Alicia P. Ferreirós escribe sobre "el gustazo que es llevarse alguna que otra sorpresa cuando, con cero expectativas y un poco por casualidad, acertamos con una producción que nos había pasado completamente desapercibida y nos regala un rato de agradable entretenimiento" y concluye que la serie es "realmente perfecta para ratos cortos, con episodios de apenas 25 minutos de duración, historias cortas e independientes pero conectadas por un mismo suceso y un elenco realmente carismático repleto de caras conocidas" .
Entre las críticas tibias o negativas está la de Mario Cerdeño Salinero de Los Lunes Seriéfilos, que describió la serie como "el ejemplo perfecto de un quiero y no puedo", diciendo que cuenta con "algunas microhistorias que sí que funcionan" y que "tampoco pide un esfuerzo titánico al espectador", pero criticando que "la variedad de personajes y situaciones no da tiempo a que se desarrolle una comedia más sólida. No solo para que luzcan más sus historias, sino también, para que haya espacio para que brille su reparto", concluyendo que "no pasará a la historia, pero no termina del todo de ser divertida. Tampoco te invita a un acercamiento más allá de la curiosidad y de su reparto de renombre". Marta Medina de mundoCine le dio una estrella y media de cinco en la crítica más dura de todas, escribiendo que "la serie, al igual que los personajes varados en el tráfico, también se atasca, sin llegar nunca a cumplir del todo sus intenciones" y que cuenta "con una intencionalidad muy clara, la de hacer reír, pero cuyo objetivo no se consigue, y resulta en una serie de comedia, o al menos lo intenta, bastante amazacotada y anticlimática siempre que acaban sus episodios", además de criticar sus valores técnicos diciendo que "la fotografía y la producción tampoco están a la altura de su premisa [...] hace gala de una calidad visual descuidada", concluyendo que "es una serie que puede resultar entretenida para los menos exigentes. Para los que buscan un entretenimiento ligero sin demasiadas pretensiones. Sin embargo, para el resto de espectadores, y a pesar de su reparto cómico de lujo, la serie deja mucho que desear". Marta Bescós fue algo más positiva con un 59 de 100, diciendo que la serie "no exige demasiado de ti, y tú tampoco le puedes demandar más de lo que te quiere dar" y elogiando el reparto diciendo que "se combina de manera apropiada, para que cada intérprete habite algún vehículo en compañía o en soledad [...] Con ello, se intentan extraer las mejores habilidades de sus comediantes", pero también criticó la poca duración de cada historia individual escribiendo que "será mejor que no encariñes con ninguno de los grupos que conforman [el reparto] [...] Es coral, sí, pero en la mayoría de los casos los sketches empiezan y terminan en el propio episodio", así como el único sketch con continuidad -el protagonizado por Edu Soto y María León- diciendo que "resulta tener la trama más insulsa de todas".
La segunda temporada tuvo críticas aún mejores que la primera. En Cine con Ñ, José A. Cano consideró que la serie "funciona como un tiro y se ve de un tirón", destacando que tiene "un poco más de sátira de actualidad" que la primera . Pablo Veiga, en Cinemagavia, escribió que "la serie evita caer en lo predecible, cuando parece que todo derivará en un chiste fácil, el guion gira hacia lo humano y es entonces cuando el mensaje es claro: el caos nos iguala, pero también nos obliga a mirarnos". Describe la comedia como "un humor que duele, porque reconocemos cada exageración y además en ciertos momentos nos hace reflexionar" . En el Periódico de Ibiza, Sergio González Malabia comenta que la serie esta llena de situaciones "sorprendentes e inesperadas a medio camino entre lo cómico y lo dramático", y las describe como "desternillantes e ingeniosas".